# Nokia Lumia 1020
Nokia Lumia 1020 — сотовый телефон, разработанный компанией Nokia и работающий под управлением операционной системы Windows Phone 8. Смартфон был представлен 11 июля 2013 года на мероприятии в Нью-Йорке. Смартфон оснащён сверхчувствительным 4,5-дюймовым экраном с разрешением HD+ (1280×768). Дисплей выполнен по технологии AMOLED и защищён прочным стеклом Corning Gorilla Glass 3. Также в аппарате установлен двухъядерный процессор с частотой 1,5 ГГц. Телефон поддерживает индукционную зарядку (с помощью панельки, которая приобретается отдельно) по стандарту Qi. Смартфон оснащён основной PureView-камерой с разрешением 41 мегапиксель и системой оптической стабилизации. В аппарате установлено 32 ГБ без возможности расширения.

## Характеристики

### Корпус, клавиши
Корпус выполнен из цельного куска прокрашенного в массе поликарбоната. На момент релиза доступны три цвета: жёлтый, чёрный, белый. Клавиши сделаны из циркониевой керамики с алмазным напылением. Габаритные размеры: высота — 130,4 мм; ширина — 71,4 мм; толщина — 10,4 мм, а в широкой части — 14,5 мм.

### Процессор, память
Смартфон работает с двухъядерным процессором Qualcomm MSM8960 Krait с частотой 1,5 GHz и графическим процессором Qualcomm Adreno 225, объём оперативной памяти равен 2 Гб.
Объём встроенной памяти составляет 32 Гб. Пользователю доступно порядка 29 Гб и всего лишь 5 Гб в облачном хранилище OneDrive. Слот для карт памяти отсутствует.

### Экран
В Lumia 1020 установлен AMOLED-экран с разрешением WXGA (1280x768) и соотношением сторон 15:9, разработанный по расширенной технологии, которую в Nokia называют «PureMotion HD+». Эта технология позволяет достигать скорости перехода пикселя в 9 мс, против 23 мс в экране с обычным IPS-жидкокристаллическим дисплеем. Помимо этого, в экране смартфона имеется поляризационный слой «ClearBlack», что позволяет избежать выцветания экрана на солнце. Экран защищен закаленным стеклом Gorilla Glass 3 со скругленными краями.

### Связь
Lumia 1020 оснащена модулем 4G и 3G, NFC. Также имеется модуль Wi-Fi 802.11 a/b/g/n, поддержка DLNA, устройство может выступать в роли роутера с помощью функции «Общий интернет» (Wi-Fi HotSpot), поддерживается Bluetooth 3.0 и USB v2.0

### Индукционная зарядка, питание
Телефон поддерживает беспроводную индукционную зарядку по стандарту Qi при подключении специального чехла, приобретаемого отдельно. Смартфон может быть размещен на специальном зарядном устройстве и заряжаться без подключения проводом. Кроме того, существуют дополнительные аксессуары с функцией беспроводной зарядки, такие, как колонка JBL PowerUp (Nokia MD-100w) и беспроводная зарядная подставка Nokia DT-910. В продаже будет специальный чехол Nokia Camera Grip. С этим чехлом камерофон Nokia превращается в настоящий продвинутый компакт с большим сенсорным дисплеем и возможностями смартфона. А дополнительная батарея на 1020 мАч, встроенная в чехол, делает его более мобильным и удобным. К чехлу может подходить любой стандартный фотоштатив (есть в чехле специальная резьба для крепления). Смартфон оснащён несменным аккумулятором на 2000 мА·ч.

## Камера

#### Сенсор
В основной камере 41 Мп BSI CMOS-матрица формата 1/1,5" (2/3") с разрешением 7712×5360 пикселей (у Nokia 808 матрица на треть больше по размеру — 1/1,2" — и имеет разрешение 7728×5368 пикселей). Максимальный размер изображения при соотношении сторон 4:3 — 7136×5360 пикселей; при 16:9 — 7712×4352 пикселей. Размер пикселя — 1,12 микрометра.

#### Линза
По сравнению с Nokia 808 PureView в модели Lumia 1020 выросло количество линз с пяти до шести, используемых в объективе. Объектив Carl Zeiss Tessar имеет фиксированное фокусное расстояние 26 мм и максимальную диафрагму f/2,2.

#### Вспышка
Ксеноновая вспышка несколько слабее, чем в Nokia 808 PureView. В дополнение есть обычная светодиодная LED-вспышка для подсветки при записи видео и для фокусировки в темноте, также можно использовать в качестве фонарика. В смартфоне применяется оптическая стабилизация второго поколения.

#### ПО
В Lumia 1020 появились и нововведения по режимам. Во-первых, возможность снимать два фото одновременно: полноразмерное (точнее, 34 Мп формата 16:9), и в разрешении 5 МП для выкладывания в социальные сети. Приложение Pro Camera, помимо привычных ручных настроек (светочувствительность, баланс белого, экспозиция и так далее), предлагает ручную настройку фокусировки. При анонсе Nokia использует слоган «Зум изобретен заново (Zoom reinvented)», подчеркивая, что получилось реализовать аналог 3-кратного оптического увеличения (без потери деталей).

## Операционная система
Nokia Lumia 1020 работает под управлением операционной системы Windows Phone 8 c предустановленным обновлением Amber (доступно обновление до Windows Phone 8.1 под названием Lumia Denim). Как и все остальные телефоны Lumia, Lumia 1020 продается с предустановленными эксклюзивными приложениями Nokia.
В российской версии предустановлены приложения Nokia Транспорт, Nokia Карты, Nokia Навигатор и Музыка Nokia. Остальные приложения могут быть загружены в специальном разделе Магазина — Эксклюзивы Nokia.